# Сташевские
Сташе́вские — дворянский род Владимирской губернии. Внесены во II часть в 1856 году.
Род происходит от начальника внутренней стражи Владимирской губернии, полковника (генерал-майора с 06.07.1858 г.) Дмитрия Моисеевича Сташевского, который был утвержден в потомственном дворянстве в 1856 году. Род внесен во II часть родословной книги Владимирской губернии.

## Известные представители
Дмитрий Моисеевич Сташевский — генерал-майор, начальник внутренней стражи Владимирской губернии. Владел селом Алексино Юрьевского уезда. Жена: Анна Николаевна.
Дмитрий Моисеевич Сташевский родился в семье офицера, участника войны 1812 г. В чине штабс-капитана отец участвовал в битве под Смоленском 1812 г., битве под Тарутино и в Заграничном походе 1814 г. Вышел в отставку в 1814 г. в чине капитана. Дмитрий Моисеевич вступил в службу в 1817 г. юнкером 101-го Пермского пехотного полка. С 1826 года — в чине лейтенанта. На 1831 год служил на Балтийском флоте. С 1840-х годов проживал во Владимирской губернии. Служил начальником Владимирского батальона, а с 1850 г. — начальником внутренней стражи Владимирской губернии. Вышел в отставку в 1858 году в чине генерал-майора. Владел частью села Алексино Юрьевского уезда; по 10-й ревизии 1858 г. за ним в Юрьевском уезде было 10 крестьянских дворов.
Арсений Дмитриевич Сташевский (30.1.1851 — 28.9.1916), генерал-лейтенант, военный губернатор Приморской области.
Арсений Дмитриевич Сташевский, сын генерал-майора Д. М. Сташевского. Окончил 1-ю Московскую гимназию. В 1870 г. окончил 3-е военное Александровское училище, выпущен подпоручиком в 157-й пехотный Имеретинский полк. В 1873 г. в чине сотника участвовал в Хивинском походе. В 1875 −80 гг. в чине есаула участвовал в Кокандской экспедиции М. Д. Скобелева. Командующий 5-м Оренбургским казачьим полком. С 1883 г. — войсковой старшина, а с 1894 — полковник. С 1902 по 1906 гг. командовал Оренбургской казачьей конно-артиллерийской бригадой. 11 марта 1906 г. в чине генерал-майора назначен командовать 3-й запасной артиллерийской бригадой. С февраля по июль 1910 г. — начальник артиллерии 11-го армейского корпуса. 18 апреля 1910 г. получен чин генерал-лейтенанта. С июля 1910 по январь 1913 гг. — инспектор артиллерии 11-го армейского корпуса. В 1913—1914 гг. — инспектор артиллерии 9-го армейского корпуса. С января 1914 по январь 1916 гг. — военный губернатор Приморской области и наказной атаман Уссурийского казачьего войска. В 1916 году: инспектор артиллерии 30-го армейского корпуса и инспектор артиллерии 11-й армии.
- - Дмитрий Моисеевич (ум. после 1869), начальник военной стражи Владимирской губернии, генерал-майор. Помещик Юрьевского уезда. Жена: Анна Николаевна.
    - Ольга Дмитриевна  (1828-1875).
    - Александра Дмитриевна, замужем за генерал-майором Григорием Ивановичем Кобызевым.
    - Елизавета Дмитриевна (1847-?), замужем за Николаем Дригиер, капитанов 8-го гренадерского полка.
    - Петр Дмитриевич, окружной начальник, помещик Александровского уезда Владимирской губернии.
    - Александр Дмитриевич, штабс-капитан, помещик Переяславского уезда Владимирской губернии.
    - Арсений Дмитриевич  (30.1.1851 — 28.9.1916), генерал-лейтенант.
    - Алексей Дмитриевич (25.02.1852-?), подполковник, начальник Казанского окружного артиллерийского склада.